# Трисвятськослобідська сільська рада
Трисвятськослобідська сільська́ ра́да — орган місцевого самоврядування у Чернігівському районі Чернігівської області. Адміністративний центр — село Трисвятська Слобода.

## Загальні відомості
Трисвятськослобідська сільська рада утворена в 1990 році.
- Територія ради: 1,47 км²
- Населення ради: 1921 особа (станом на 2001 рік)

## Населені пункти
Сільській раді підпорядковані населені пункти:
- с. Трисвятська Слобода
- с. Павлівка

## Склад ради
Рада складається з 16 депутатів та голови.
- Голова ради: Соколенко Юрій Олександрович
- Секретар ради: Ковшун Наталія Михайлівна

### Керівний склад попередніх скликань
| ПІБ                          | Основні відомості                                                 | Дата обрання | Дата звільнення |
| ---------------------------- | ----------------------------------------------------------------- | ------------ | --------------- |
| Соколенко Юрій Олександрович | Сільський голова, 1972 року народження, освіта вища, безпартійний | 26.03.2006   | 31.10.2010      |
| Соколенко Юрій Олександрович | Сільський голова, 1972 року народження, освіта вища, безпартійний | 31.10.2010   |                 |

Примітка: таблиця складена за даними джерела

### Депутати
За результатами місцевих виборів 2010 року депутатами ради стали:

#### За суб'єктами висування
| Суб'єкт висування                                       | Кількість обраних депутатів | %    |
| ------------------------------------------------------- | --------------------------- | ---- |
| Самовисування                                           | 8                           | 50   |
| Партія регіонів                                         | 6                           | 37,5 |
| Політична партія Всеукраїнське об'єднання «Батьківщина» | 1                           | 6,3  |
| Політична партія «Сильна Україна»                       | 1                           | 6,3  |

#### За округами
| № округу                                                | Прізвище, ім'я, по батькові       | Дата визнання обраним | Освіта  | Партійна приналежність                        | Відомості про обраного депутата                |
| ------------------------------------------------------- | --------------------------------- | --------------------- | ------- | --------------------------------------------- | ---------------------------------------------- |
| Партія регіонів                                         |                                   |                       |         |                                               |                                                |
| 2                                                       | Фурлетов Володимир Григорович     | 03.11.2010            | середня | член Партії регіонів                          | ВАТ «Чернігівриба», водій-продавець            |
| 3                                                       | Мурга Олена Віталіївна            | 03.11.2010            | середня | позапартійна                                  | тимчасово не працює                            |
| 5                                                       | Новик Микола Петрович             | 03.11.2010            | середня | член Партії регіонів                          | фізична особа-підприємець                      |
| 7                                                       | Степаненко Олександр Павлович     | 03.11.2010            | середня | член Партії регіонів                          | ВАТ «Чернігівський хлібокомбінат», слюсар      |
| 8                                                       | Ковшун Наталія Михайлівна         | 03.11.2010            | середня | член Партії регіонів                          | Радянськослобідська сільська рада, секретар    |
| 11                                                      | Черевко Володимир Михайлович      | 03.11.2010            | середня | член Партії регіонів                          | КП Чернігівводоканал, майстер                  |
| Політична партія Всеукраїнське об'єднання «Батьківщина» |                                   |                       |         |                                               |                                                |
| 4                                                       | Пархоменко Алла Василівна         | 03.11.2010            | середня | член Всеукраїнського об'єднання «Батьківщина» | фізична особа-підприємець                      |
| Політична партія «Сильна Україна»                       |                                   |                       |         |                                               |                                                |
| 14                                                      | Літвинова Тетяна Володимирівна    | 03.11.2010            | вища    | член Політичної партії «Сильна Україна»       | Ринок «Нива», продавець                        |
| Самовисування                                           |                                   |                       |         |                                               |                                                |
| 1                                                       | Коломієць Микола Федосійович      | 03.11.2010            | вища    | член Всеукраїнського об'єднання «Батьківщина» | ТОВ «Альфа-спецбуд», інженер                   |
| 6                                                       | Трухан Петро Олександрович        | 03.11.2010            | середня | позапартійний                                 | ПТО стація Чернігів, оглядач-ремонтник вагонів |
| 9                                                       | Годун Олексій Петрович            | 03.11.2010            | середня | позапартійний                                 | пенсіонер                                      |
| 10                                                      | Сьома Наталія Володимирівна       | 03.11.2010            | середня | член Всеукраїнського об'єднання «Батьківщина» | ТОВ «Горностай», майстер                       |
| 12                                                      | Портна Віталіна Пилипівна         | 03.11.2010            | середня | позапартійна                                  | тимчасово не працює                            |
| 13                                                      | Соколенко Григорій Михайлович     | 03.11.2010            | середня | позапартійний                                 | РКЗАТ «Євротек», майстер                       |
| 15                                                      | Федорченко Геннадій Олександрович | 03.11.2010            | вища    | член Всеукраїнського об'єднання «Батьківщина» | ВАТ «Чернігівське Хімволокно», майстер         |
| 16                                                      | Василенко Олександр Леонідович    | 03.11.2010            | вища    | позапартійний                                 | ТОВ "Телерадіокомпанія «Мікс», директор        |